# Agnocoris rubicundus
Agnocoris rubicundus är en insektsart som först beskrevs av Carl Fredrik Fallén 1807.  Agnocoris rubicundus ingår i släktet Agnocoris och familjen ängsskinnbaggar. Arten är reproducerande i Sverige. Inga underarter finns listade i Catalogue of Life.